# Ankara Cats 2013-2014
Questa voce raccoglie le informazioni riguardanti gli Ankara Cats nelle competizioni ufficiali della stagione 2013-2014.

## 1. Lig 2013-2014

### Stagione regolare
| 16 novembre 2013 1ª giornata | Gazi Warriors | 25 – 0 | Ankara Cats |  |

| 30 novembre 2013 2ª giornata | Ankara Cats | 0 – 25 | ODTÜ Falcons |  |

| 14 dicembre 2013 3ª giornata | Ankara Cats | 0 – 25 | Koç Rams |  |

| 1º marzo 2014 4ª giornata | ITÜ Hornets | 25 – 0 | Ankara Cats |  |

| 29 marzo 2014 5ª giornata | Ankara Cats | 0 – 25 | Hacettepe Red Deers |  |

| 19 aprile 2014 7ª giornata | Ankara Cats | 0 – 25 | Boğaziçi Sultans |  |

| 10 maggio 2014 8ª giornata | Yeditepe Eagles | 25 – 0 | Ankara Cats |  |

## Statistiche di squadra
| Competizione      | %Vittorie | In casa | In casa | In casa | In casa | In casa | In casa | In trasferta | In trasferta | In trasferta | In trasferta | In trasferta | In trasferta | Totale | Totale | Totale | Totale | Totale | Totale |
| Competizione      | %Vittorie | G       | V       | N       | P       | Pf      | Ps      | G            | V            | N            | P            | Pf           | Ps           | G      | V      | N      | P      | Pf     | Ps     |
| ----------------- | --------- | ------- | ------- | ------- | ------- | ------- | ------- | ------------ | ------------ | ------------ | ------------ | ------------ | ------------ | ------ | ------ | ------ | ------ | ------ | ------ |
| Stagione regolare | .000      | 4       | 0       | 0       | 4       | 0       | 100     | 3            | 0            | 0            | 3            | 0            | 75           | 7      | 0      | 0      | 7      | 0      | 175    |
| Totale            | .000      | 4       | 0       | 0       | 4       | 0       | 100     | 3            | 0            | 0            | 3            | 0            | 75           | 7      | 0      | 0      | 7      | 0      | 175    |